# Отношения между Мавритания и Русия

## Отношения между Русия и Мавритания

### СССР и Мавритания
Дипломатическите отношения между СССР и Мавритания са установени на 12 юли 1964 година.

## Мавритания и Руска федерация
На 29 декември 1991 година, правителството на Мавритания признава Руската федерация за наследник на Съветския съюз. През 1991 г. в Русия идва на посещение министъра на външните работи на Мавритания, с когото се провеждат политически консултации.
През юли 2004 година, в Москва пристига главния секретар на външните работи на Мавритания. На 18 септември 2005 година, в Ню Йорк по време на 60-а сесия на общото събрание на ООН, се срещнаха руският заместник-министър на външните работи и министъра на външните работи на Мавритания.
На 27-28 юни 2010 година се състояла първата работна среща на министъра на външните работи на Мавритания, в Москва, след разпадането на Съветския съюз. На 1-3 юни 2014 година в Москва, на работно посещение пристига министъра на външните работи на Мавритания. Той се среща със своят руски колега, води консултации с ръководството на Агенцията по рибарство на руската федерация и с търговско-промишлената камара в Русия.

## Търговски отношения между Мавритания и Русия
Стокообменът между Мавритания и Русия според Националната статистическа агенция на Мавритания, като се вземе предвид закупуването на руски петрол на свободния пазар през 2012 г. е 33 млн. долара.

## Традиционна област на взаимодействие
Традиционна област на взаимодействие между двете държави е морския риболов. На 12 май 2003 г. бе подписано междуправителствено споразумение за сътрудничество в областта на морския риболов, между Русия и Мавритания. Първото заседания на съвместна руска-мавританска комисия по риболова се проведе Нуакшот, през декември 2003 година.
Отношения в сферата на образованието
През 2016 година, Русия все още разглежда предложението за приемането на шест мавритански студента в руските ВУЗ-ове, с пълна държавна стипендия.